# Future Knight
Future Knight is een computerspel dat werd ontwikkeld en uitgegeven door Gremlin Graphics. Het spel kwam in 1986 uit voor diverse homecomputers. Het spel is een 2D flip screen platformspel. De speler speelt Future Knight. Zijn ruimteschip  SS. Rustbucket is gecrasht op een afgelegen vijandelijke planeet genaamd Planet 2749 of the Zragg System. De aliens gijzelde zijn geliefde prinses Amelia. Het doel van het spel is je geliefde terug te vinden. De speler kan gebruikmaken van een lasergun. Het spel  omvat 20 levels.

## Platforms
- Amstrad CPC (1986)
- Commodore 16, Plus/4 (1986)
- Commodore 64 (1986)
- MSX (1986)
- ZX Spectrum (1986)

## Ontvangst
| Beoordeeld door                | Jaar | Platform             | Score |
| ------------------------------ | ---- | -------------------- | ----- |
| Commodore User                 | 1987 | Commodore 64         | 80%   |
| Happy Computer                 | 1986 | Commodore 64         | 77%   |
| Tilt                           | 1987 | Amstrad CPC          | 70%   |
| ASM (Aktueller Software Markt) | 1986 | Amstrad CPC          | 70%   |
| Zzap!                          | 1987 | Commodore 64         | 69%   |
| Zzap!                          | 1987 | Commodore 16, Plus/4 | 68%   |
| ASM (Aktueller Software Markt) | 1986 | ZX Spectrum          | 60%   |

## Trivia
- Het spel op de ZX Spectrum heeft geheime level editor bijgesloten die te activeren is met de toetsen EDIT-F-K.